# Prosopographisches Lexikon der Palaiologenzeit
Il Prosopographisches Lexikon der Palaiologenzeit (tradotto in italiano dal tedesco: "Lessico Prosopografico dell'era Paleologa"), abbreviato PLP, è un'opera di riferimento in lingua tedesca sui popoli degli ultimi due secoli dell'Impero Bizantino, dal 1261 fino alla caduta di Costantinopoli nel 1453, quando l'Impero era governato dalla dinastia dei Paleologi.
È stata pubblicata tra il 1976 e il 1995 dall'Accademia austriaca delle scienze, sotto la direzione di Erich Trapp, con la collaborazione di Rainer Walther, Hans-Veit Beyer, Katja Sturm-Schnabl, Ewald Kislinger, Sokrates Kaplaneres e Ioannis Leontiadis. Si compone di 15 volumi: 12 volumi principali, 2 volumi di appendice ed Errata corrige e 1 volume di indice. Nel 2001, il PLP è stato lanciato online come servizio su abbonamento e su CD.
L'opera è una fonte completa sulle biografie e le genealogie non solo dei greci bizantini, ma anche di bulgari, serbi, albanesi, turchi e altri popoli che interagirono con l'Impero bizantino all'epoca.